# 納什維爾掠奪者
納什維爾掠奪者隊（英語：Nashville Predators）是位於美國納什維爾的國家冰球聯盟隊伍，隸屬西大區中央分區。